# Mimoň III

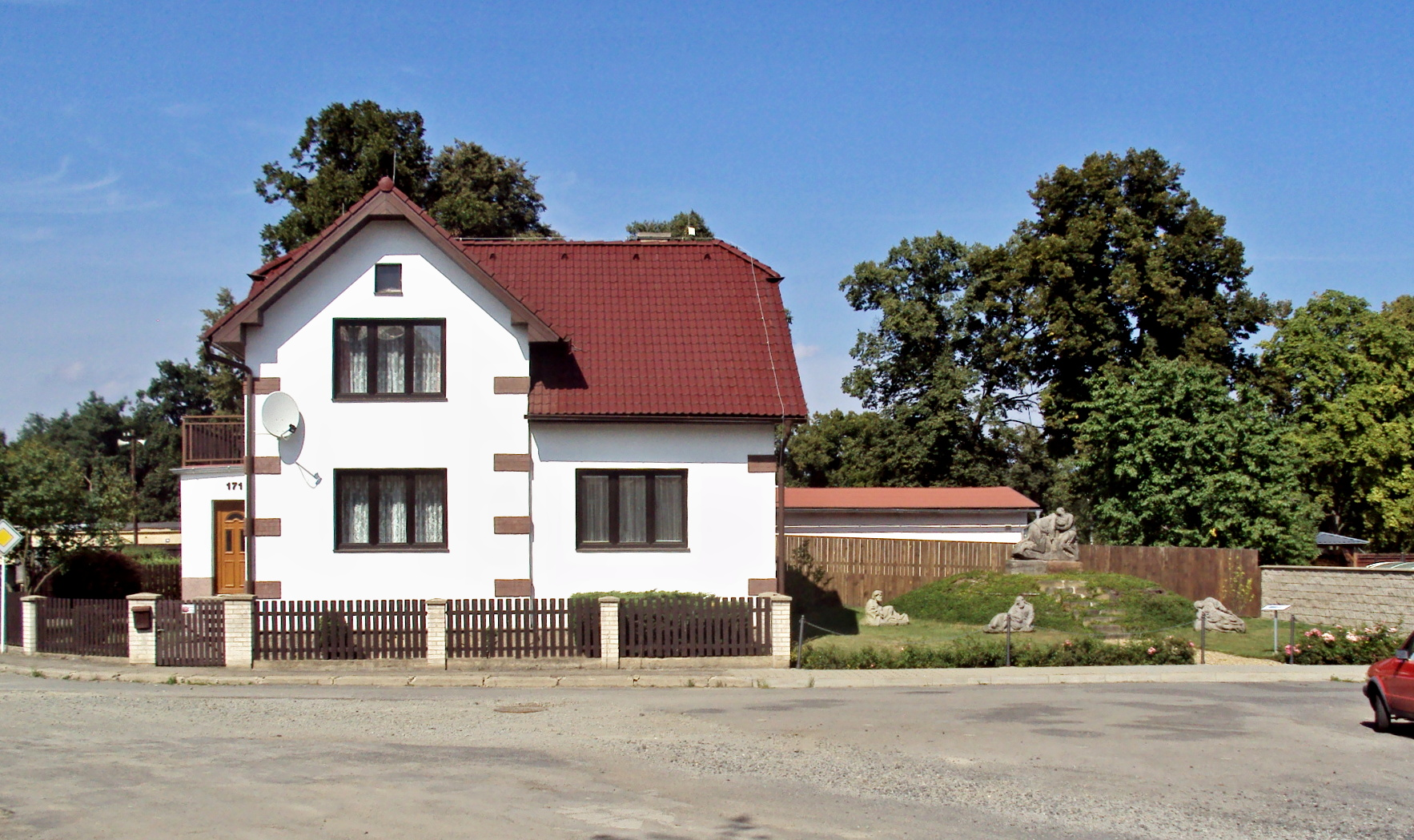
Ölberg

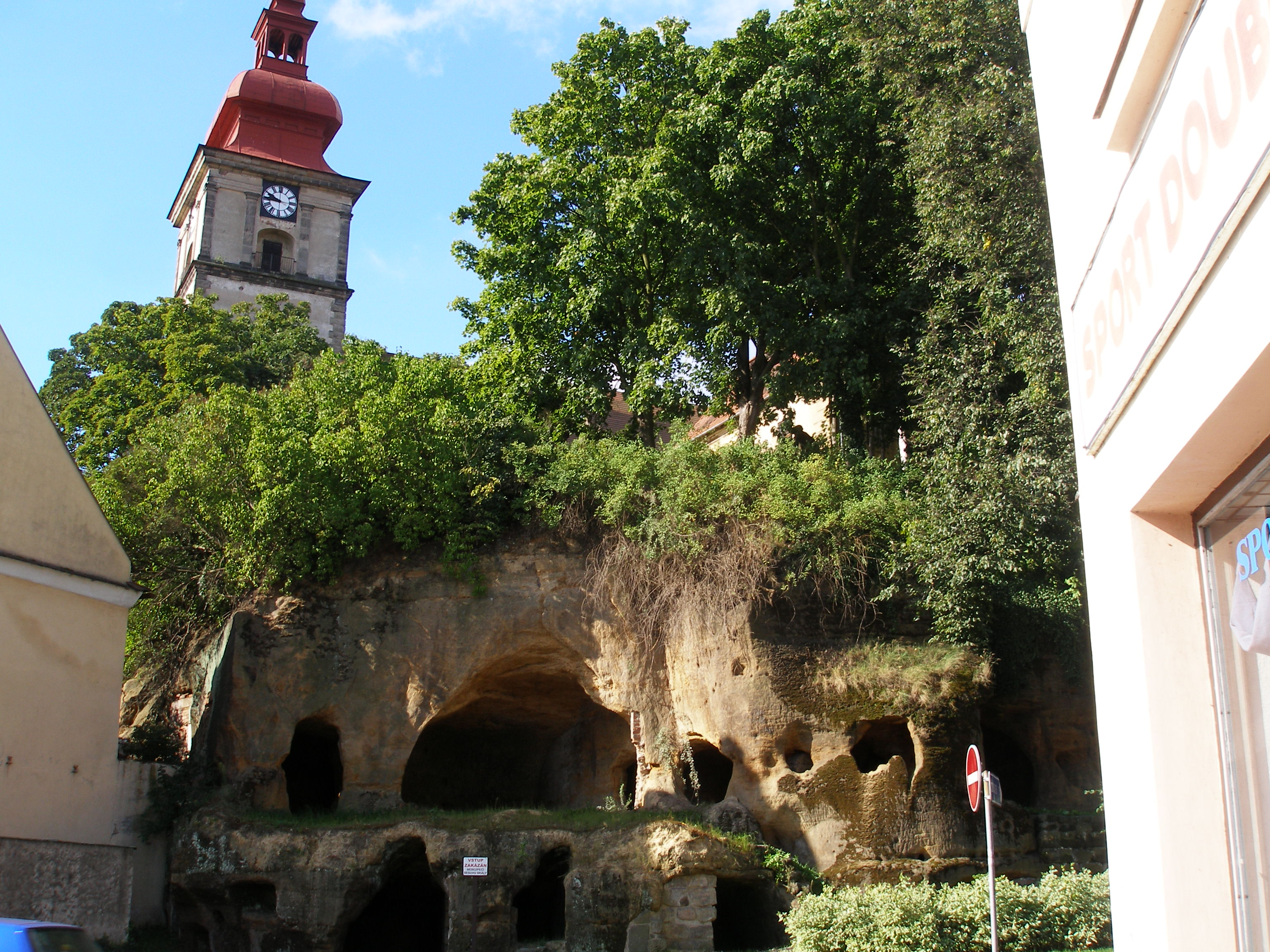
Brauereikeller unterhalb der Kirche St. Peter und Paul

Mimoň III (deutsch Niemes – III. Stadtteil) ist ein Ortsteil der Stadt Mimoň in Tschechien. Er ist der zentrale Ortsteil von Mimoň und gehört zum Okres Česká Lípa.

## Geographie
Mimoň III befindet sich in der Ralská pahorkatina (Rollberg-Hügelland); der Ortsteil umfasst das Stadtzentrum von Mimoň sowie den links der Ploučnice gelegenen Schlosspark und die sich nordöstlich daran anschließenden Fluren. Nordöstlich erhebt sich der Ralsko (Rollberg, 696 m) und im Osten der Písčitý kopec (386 m). Durch den Ortsteil verläuft die Straße II/270 zwischen Stráž pod Ralskem und Doksy.
Nachbarorte sind Mimoň IV im Norden, Srní Potok im Nordosten, Mimoň I im Osten, Mimoň II im Süden, Mimoň V im Westen sowie Mimoň IV im Nordwesten.

## Geschichte
Zum Ende des 19. Jahrhunderts erfolgte die Gliederung der Stadt Niemes in Stadtteile, einer davon war der III. Stadtteil.
In den 1970er Jahren entstand östlich des Schlossparks die Plattenbausiedlung Pod Ralskem. 1986 wurde das Ortsbild mit der Sprengung des Schlosses Mimoň und des Alten Rathauses wesentlich verändert.
1991 hatte Mimoň III 480 Einwohner. Im Jahre 2001 bestand Mimoň III aus 114 Wohnhäusern, in denen 457 Menschen lebten. Insgesamt besteht der Ortsteil aus 152 Häusern.
In Mimoň III befindet sich der Schlosspark und der Schlossteich.

## Ortsgliederung
Der Ortsteil Mimoň III ist Teil des Katastralbezirks Mimoň. Er umfasst den größten Teil  der Grundsiedlungseinheiten Mimoň-střed und U nádraží sowie einen westlichen Anteil von Pod Ralskem.
Im Stadtteil liegen die Straßen Březinova, Hřbitovní, Jiráskova, Malá, Mírová, Mlýnská stezka, Nádražní, nám. 1. máje, náměstí Čsl. armády, Poštovní, Raisova, Sokolská und Vranovská.

## Sehenswürdigkeiten
- Altstadt
- Schlosspark und Schlossteich
- Kirche St. Peter und Paul, erbaut anstelle der wüsten Burg Mimoň
- Getsemanská záhrada (Ölberg)
- Statue der Jungfrau Maria
- Statue des hl. Ignatius
- Statue des hl. Johannes von Nepomuk